# Liten aspsmalpraktbagge
Liten aspsmalpraktbagge (Agrilus roberti) är en skalbaggsart som beskrevs av Louis Alexandre Auguste Chevrolat 1837. Liten aspsmalpraktbagge ingår i släktet Agrilus, och familjen praktbaggar. Arten är reproducerande i Sverige.